# Ocrepeira galianoae
Ocrepeira galianoae là một loài nhện trong họ Araneidae.
Loài này thuộc chi Ocrepeira. Ocrepeira galianoae được Herbert Walter Levi miêu tả năm 1993.